# 3C 120
3C 120, également connue comme Markarian 1506 ou BW Tauri, est une galaxie active de la constellation du Taureau, située à une distance d'environ 420 millions d'années-lumière de la Terre. Elle est catégorisée comme une galaxie de Seyfert de type I ainsi que comme une radiogalaxie à raies larges. 3C 120 est également une source variable dans toutes les longueurs d'onde et elle héberge un jet supraluminique.

## Histoire

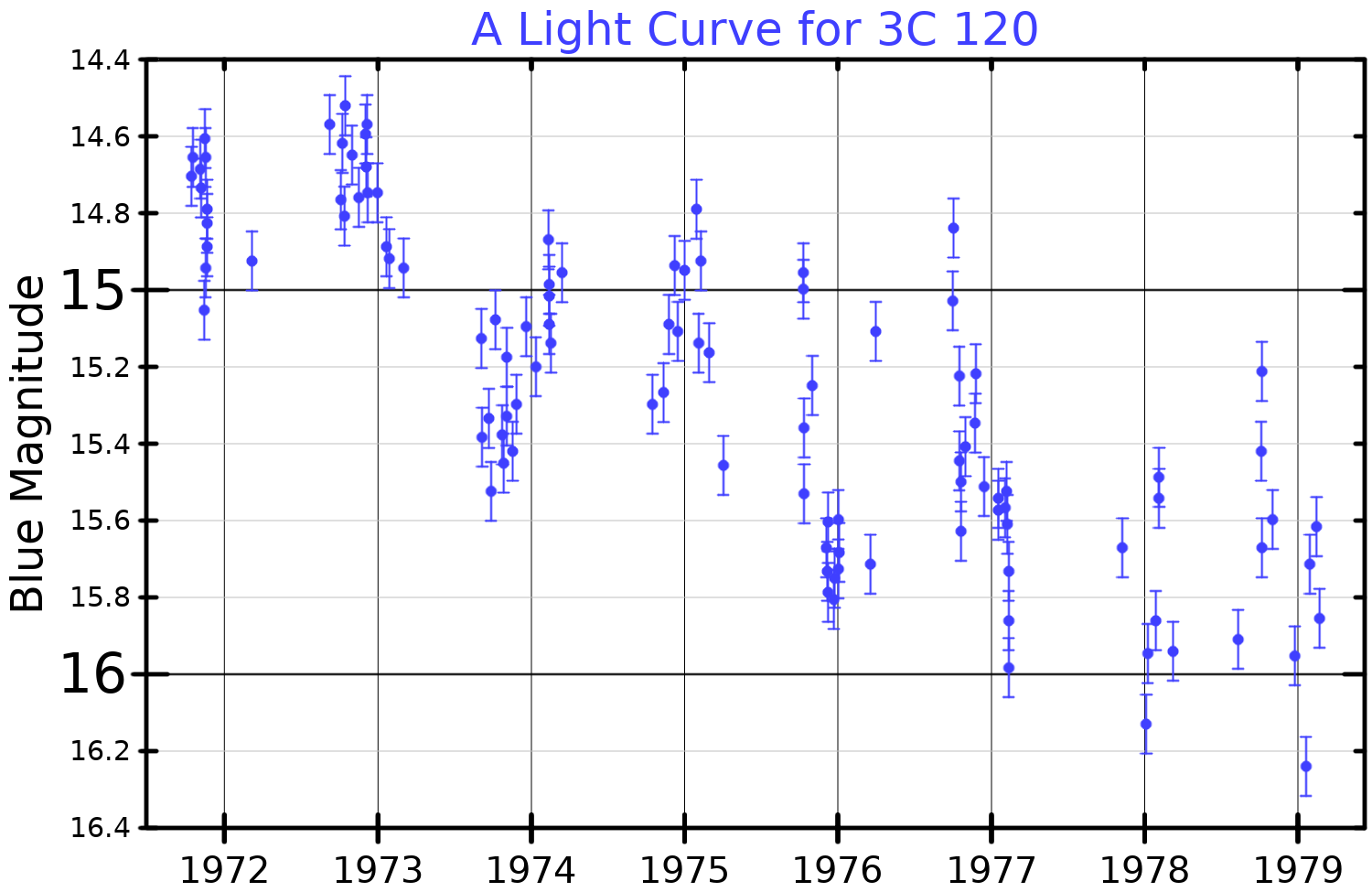
Courbe de lumière de 3C 120, adaptée de Pollock (1979).

3C 120 est découverte en 1940 par Harlow Shapley et C. M. Hanley comme une source variable en lumière visible, avec une magnitude apparente qui varie entre 13,7 et 14,6 selon des intervalles irréguliers. Par conséquent, on lui a attribué la désignation d'étoile variable BW Tauri. L'émission en ondes radio de la galaxie a été détectée durant le troisième programme de recherche radio de Cambridge et elle a été ajoutée dans le Third Cambridge Catalogue of Radio Sources, publié en 1959. Sa désignation 3C 120 signifie qu'il s'agit du 120e objet du catalogue, qui est ordonné par ascension droite. La galaxie est cataloguée comme étant particulière par Boris Vorontsov-Velyaminov et V. P. Arkhipova en 1964 dans le Morphological Catalogue of Galaxies (MGC).
Une variabilité d'une amplitude de 1,1 magnitude en ultraviolet (UV) est détectée lors d'observations réalisées entre 1974 et 1977 par l'International Ultraviolet Explorer. En rayons X, des changements de luminosité d'un facteur 2,5 se produisant en quelques jours ou mois sont détectés par l'observatoire Einstein en 1979–1981, ainsi que des changements dans le gradient spectral de la galaxie. De même, une importante variabilité en infrarouge est détectée dans les années 1970. Un mouvement supraluminique du jet radio de 3C 120 est détecté lors d'observations réalisées entre 1975 et 1977, ainsi qu'une variabilité de ce flux.

## Caractéristiques

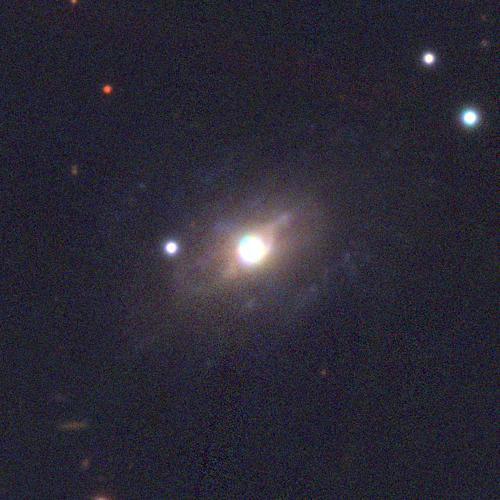
3C 120 par le relevé Pan-STARRS.

3C 120 est une galaxie lenticulaire qui possède une structure étendue ressemblant à des bras spiraux, tandis qu'il existe une émission s'étendant au sud-est et au nord-ouest de son noyau. Sur les images optiques, on peut voir des régions HII étendues qui sont probablement photoionisées par le noyau,. Deux structures en forme de coquille sont visibles à environ une seconde d'arc du noyau brillant. Il est possible que les nébuleuses photoionisées fassent partie d'une queue de marée et que la galaxie ait connu un événement de fusion par le passé. Le taux de formation d'étoiles de 3C 120 est estimé être de 2,8 masses solaires par an.
C'est une radiogalaxie de classe I dans la classification Fanaroff-Riley. En ondes radio, les raies en émission sont larges, et 3C 120 est la radiogalaxie à raies larges la plus brillante.

### Noyau actif
3C 120 est une galaxie à noyau actif (AGN) qui est catégorisée comme une galaxie de Seyfert de type I. La théorie la plus couramment invoquée pour expliquer l'énergie du noyau est la présence d'un disque d'accrétion entourant un trou noir supermassif. La masse du trou noir central de 3C 120 est estimée être de 6,3+0,5
 −0,3 × 107 M☉ en utilisant la cartographie de réverbération (en) ou être de 2,29 × 107 M☉ en utilisant la dispersion des vitesses.
L'émission en rayons X du noyau est fortement variable et elle est caractérisée par une loi de puissance brisée qui est en accord avec les valeurs attendues étant donné la taille du trou noir et de son taux d'accrétion. Le spectre en rayons X montre également une raie FeKα (en). L'émission est similaire à celle observée dans les galaxies de Seyfert radio-silencieuses, ce qui indique que les rayons X sont émis par le disque d'accrétion et sa couronne, et non par le jet,. Sa densité de colonne est estimée être logNH = 20,67 ± 0,05 cm−2. Les rayons X mous sont émis par des gaz chauds qui pourraient provenir de jets ou d'une superbulle.
Les variations observées en rayons X apparaissent également dans les longueurs d'onde optiques et ultraviolettes au bout de 28 jours. Elles sont également observées à une longueur d'onde de 37 GHz 20 jours après les variations visibles en optique et en UV. Il est de plus possible que 3C 120 montre une oscillation quasi-périodique avec une période d'environ 1,65 jour.
Des émissions en rayons Gamma ont été détectées par Fermi-LAT, allant jusqu'à des énergies de 10 GeV. Elles apparaissent également varier en luminosité, avec un flux doublant en une année, ce qui indique une hausse durable de la luminosité et non une éruption comme on peut en observer avec les blazars.

### Jet supraluminique

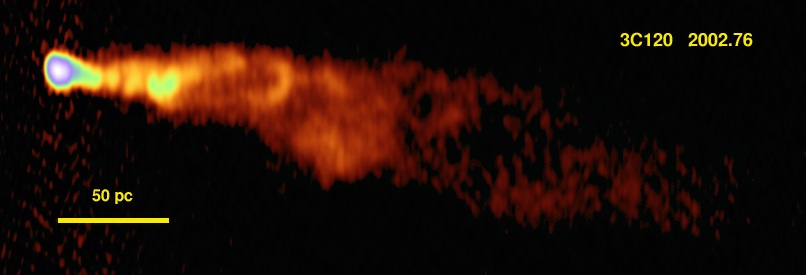
Le jet astrophysique de 3C 120 par le Very Long Baseline Interferometer.

3C 120 possède un jet visible lorsqu'on observe la galaxie en ondes radio. Ce jet ne s'étend que dans un sens et sa luminosité décroît en s'éloignant du cœur, ce qui est en accord avec une loi de puissance simple. Un premier nœud brillant est visible au sein du jet, à une distance apparente de 4 secondes d'arc à l'ouest du noyau. Au-delà de ce nœud, le jet se courbe en direction du nord-ouest et un nouveau nœud apparaît 20 secondes d'arc plus à l'ouest. Une émission en rayons X est associée à un nœud visible en ondes radio à environ 25 secondes d'arc du cœur. Un autre nœud est visible à 1,3 minute d'arc du cœur, et au-delà de 3 minutes d'arc le jet apparaît être brisé et diffus. Un lobe radio diffus et sans point chaud est visible au sud-est du noyau. Les émissions en ondes radio de 3C 120 s'étendent jusqu'à une distance de 14 minutes d'arc du noyau.
À l'intérieur du jet, certains nœuds apparaissent se déplacer 4,1 à 5 fois plus vite que la vitesse de la lumière. L'apparition de nouveaux nœuds lumineux a été constatée au sein du jet après une diminution de l'émission en rayons X du noyau, ce qui indique que la source du jet radio est du matériel qui était dans la partie interne du disque d'accrétion et qui a fini par tomber sur le trou noir supermassif, une partie passant dans l'horizon des événements tandis que le reste est éjecté dans le jet. 3C 120 est le premier AGN où cette relation, auparavant observée uniquement dans les microquasars, a pu être établie. Les nœuds apparaissent fluctuer en luminosité et la direction de la polarisation varie, peut-être en raison de l'interaction du jet avec un nuage interstellaire situé à environ 8 pc (∼26,1 al) du noyau. Une composante persistante peut être observée à une distance d'environ 1,3 pc (∼4,24 al) de la source du jet, et on a pu déterminer que lorsqu'un nœud passe à cet endroit, une éruption optique est observée. L'angle entre la ligne de visée et l'axe du jet est estimé être compris entre 10 et 20°.
Un faible jet optique d'une longueur de 15 secondes d'arc a été observé dans la même direction que le jet radio. Il semble exister une contrepartie visuelle au nœud brillant visible en ondes radio 4 secondes d'arc à l'ouest du noyau, mais il n'existe pas de contrepartie visuelle évidente pour les autres nœuds.